# 中龍屬
中龍屬是一种小型水生爬行动物，生存于二叠纪早期的南美洲和南非。身长可达1米。生活于盐湖之中。

## 古生物學

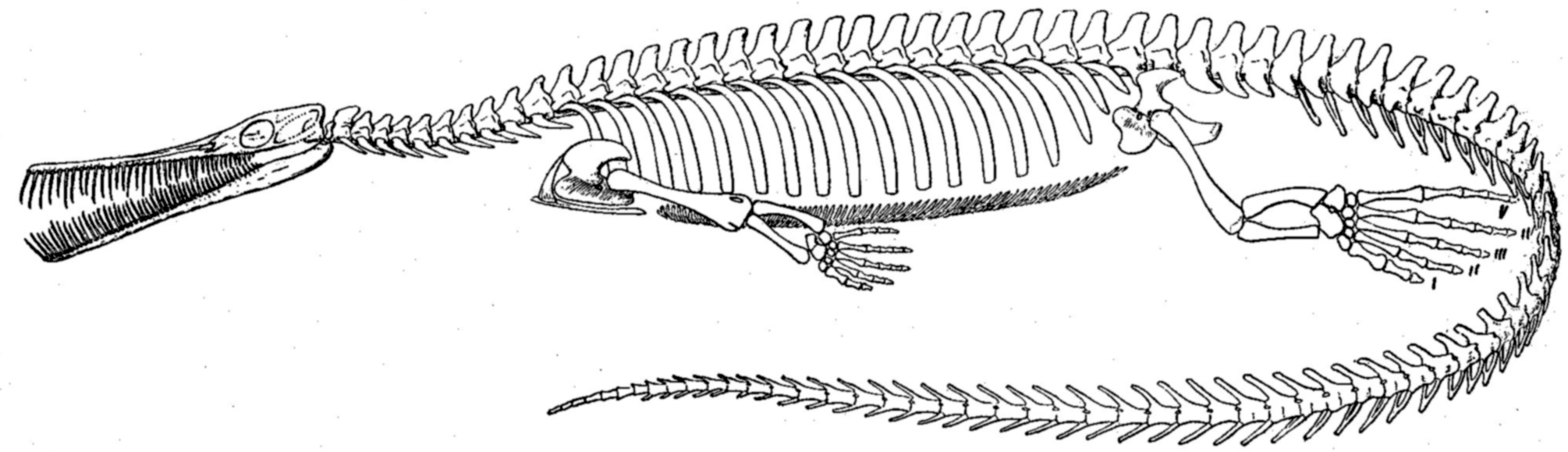
中龍骨骸

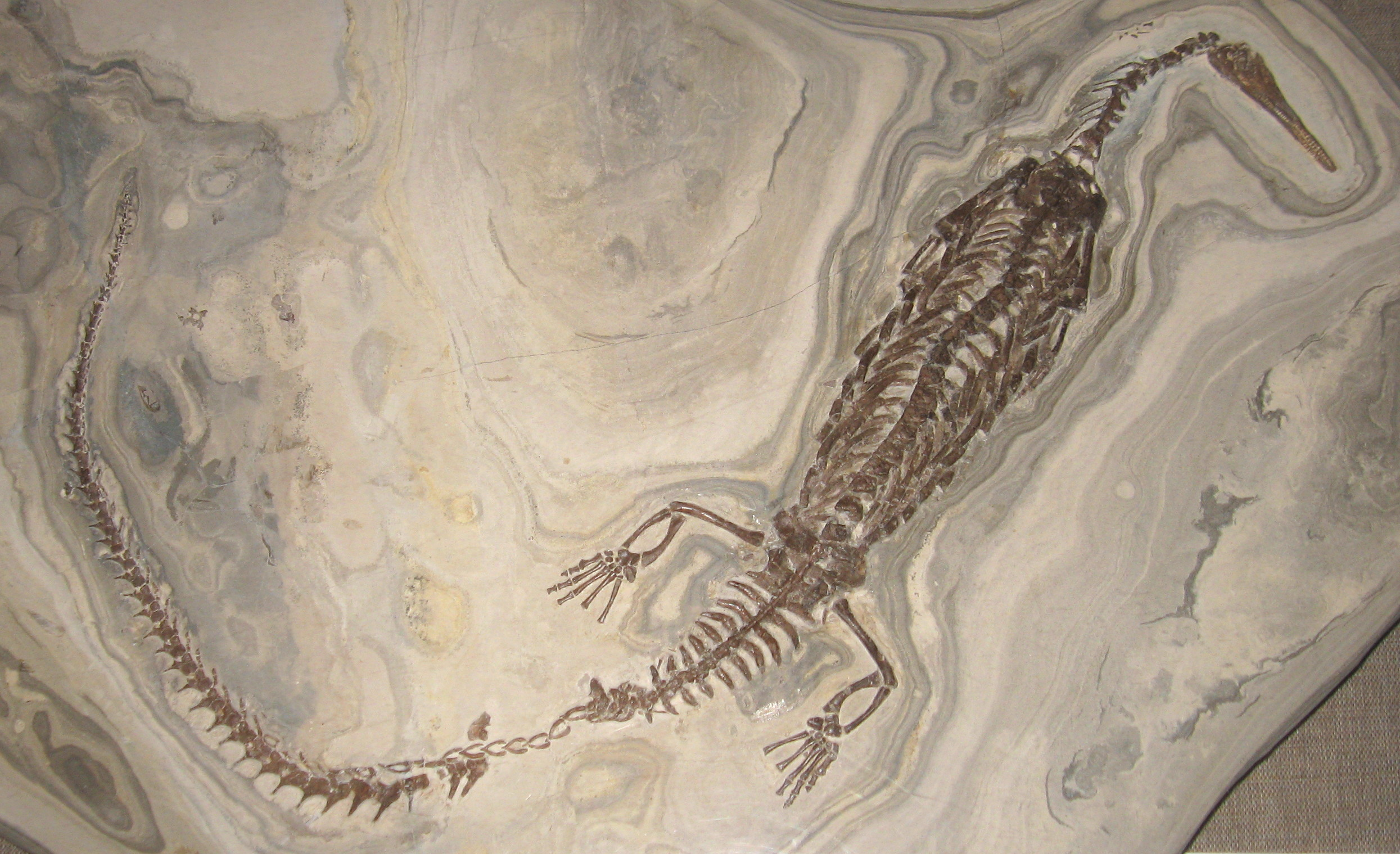
中龍的化石

中龍是最早回到水中生存的爬行動物之一，身長約1公尺，牠的腳掌有蹼，身體呈流線型，長尾巴呈鰭狀。因為後腿比較長，加上尾巴靈活，被推測是用來在水中推動身體往前進。中龍的身體靈活，使牠們可以輕易地做出側向運動、向前推進，但因為粗厚的肋骨，牠們不能扭轉身體。
中龍擁有小的頭骨與長的頜部，鼻孔位在尖端，使得中龍可以在水面下用鼻孔呼吸，類似現代鱷魚。中龍的最明顯特徵是眾多且細的牙齒。每個牙齒都位在齒槽裡，但過細的牙齒難以抓到獵物。所以中龍被認為用牙齒來從水中過濾浮游生物。
目前最早的羊膜动物胚胎化石是中龙属的胚胎；其胚胎的长嘴上具有一个钉子状的小突起，部分学者认为这是卵齿（egg tooth），用来顶破卵壳或卵膜。

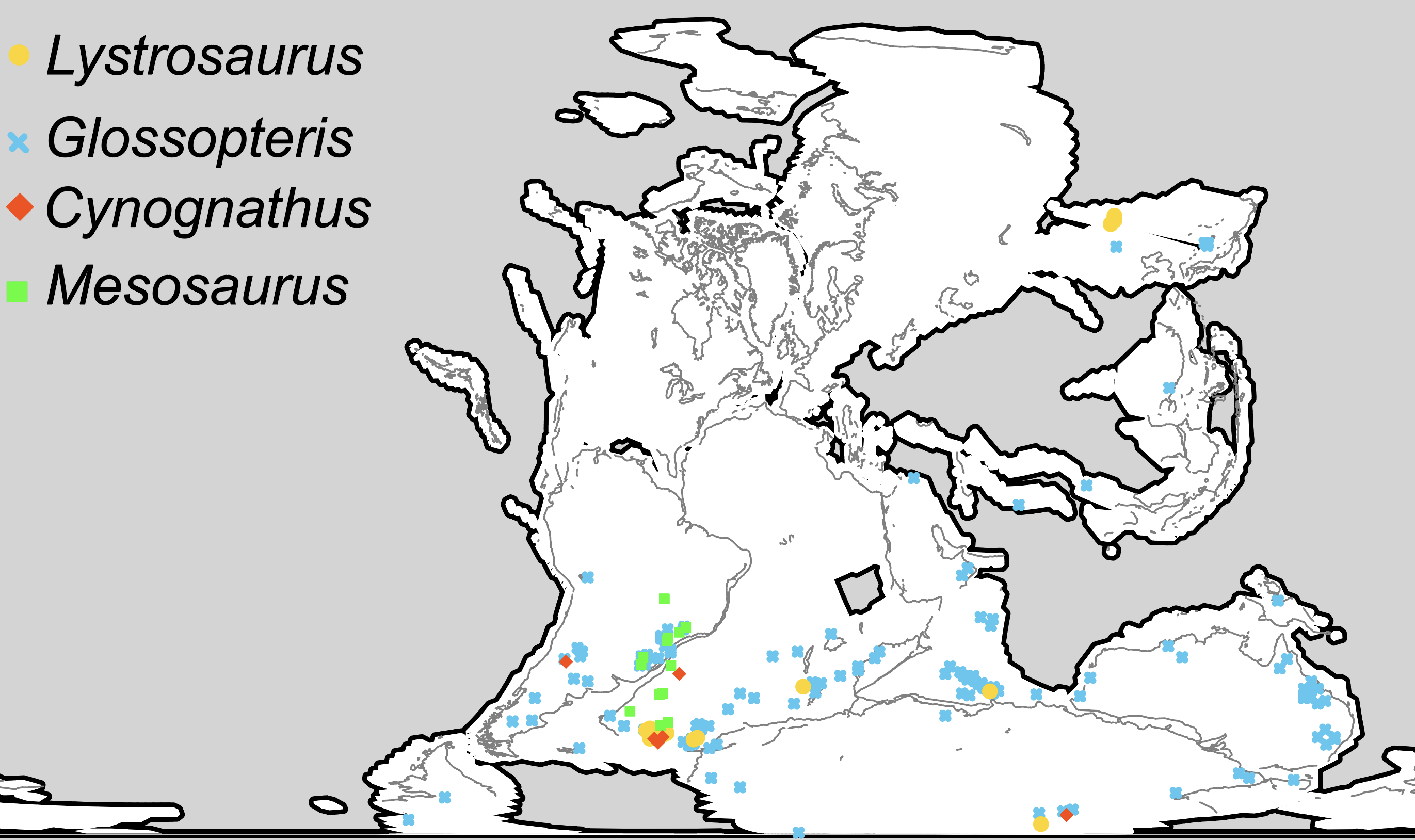
二叠纪三叠纪期间的重要代表化石分布，被視為是大陸漂移的證據：
犬颌兽属（Cynognathus）
中龍屬（Mesosaurus）
水龍獸屬（Lystrosaurus）
舌羊齿属（Glossopteris）

## 地理分佈
中龍的化石仅發現于非洲南部和南美洲的陆相地层中。魏格纳將此种爬行类化石，作为他的大陆漂移学说的重要证据之一。中龍被推測生活在盐湖中。在非洲南部和南美洲发现牠们，说明非洲和南美原先曾是连接在一起的一个大陆，名為岡瓦那大陸。